# Altarnun
Altarnun est une paroisse civile et un village des Cornouailles, en Angleterre.